# Клайв, Эдвард, 2-й барон Клайв
Эдвард Клайв, 1-й граф Поуис (англ. Edward Clive, 1st Earl of Powis; 7 марта 1754 — 16 мая 1839) — британский пэр и политик. Он был известен как лорд Клайв с 1774 по 1804 год. Заседал в Палате общин Великобритании в 1774—1794 годах, а в 1794 году получил титул барона Клайва и стал пэром Великобритании.
Титулы: 1-й граф Поуис, графство Монтгомеришир (с 14 мая 1804 года), 1-й барон Герберт из Чербери, графство Шропшир (с 14 мая 1804), 1-й барон Поуис из замка Поуис, графство Монтгомеришир (с 14 мая 1804), 1-й виконт Клайв из Ладлоу (с 14 мая 1804), 2-й барон Клайв из Плесси, графство Клэр (с 24 ноября 1774), 1-й барон Клайв из Уолкота, графство Шропшир (с 13 августа 1794 года).

## Ранняя жизнь
Старший сын Роберта Клайва, 1-го барона Клайва («Клайва Индийского») (1725—1774) и Маргарет, урожденной Маскелин (1735—1817). Он родился на Квин-сквер, Блумсбери, Лондон, и получил образование в Итонском колледже и Крайст-Черч в Оксфорде.

## Политическая карьера
Эдвард Клайв стал преемником своего отца на посту 2-го барона Клайва из Плесси-ко-Клэр в 1774 году. Однако, поскольку это было ирландское звание пэра, оно не давало ему права на место в Палате лордов Великобритании (хотя оно и давало ему право на место в Ирландской Палате лордов). На выборах 1774 года он был избран членом парламента от Ладлоу и занимал это место в течение двадцати лет до 1794 года. В 1793 году он был членом Совета по сельскому хозяйству.
13 августа 1794 года Эдвард Клайв получил титул 1-го барона Клайва из Уолкота в графстве Шропшир, в системе Пэрства Великобритании, и, следовательно, занял свое место в Палате лордов. Почти наверняка это был запоздалый акт раскаяния короны из-за отсутствия признания его отца.
В 1797 году он был назначен командующим Шропширской милицией, которая была первой английской милицией, размещенной в Шотландии для борьбы с потенциальными гражданскими беспорядками. Отрядом в 1000 человек они прибыли в Массельбург 21 сентября 1797 года, и рота была расквартирована в Далките до 9 октября, после чего они переехали в Эдинбург, главный очаг возможных волнений и место предыдущих беспорядков, таких как бунты в Дандасе. По прибытии в Эдинбург они были проинспектированы в Сент-Аннс-Ярд лордом Адамом Гордоном в качестве главнокомандующего шотландской армией.
Эдвард Клайв сделал выдающуюся карьеру в Индии, где он был губернатором Мадраса с 1798 по 1803 год, вернувшись домой к благодарности обеих палат парламента.
14 мая 1804 года ему был присвоен титул барона Поуиса из замка Поуис в графстве Монтгомеришир, барона Герберта из Чербери в графстве Шропшир, виконт Клайва из Ладлоу в графстве Шропшир и графа Поуиса, графство Монтгомеришир. Титул графа Поуиса был восстановлен после смерти его зятя Джорджа Герберта, 2-го графа Поуиса, в 1801 году.
Эдвард Клайв также служил лордом-лейтенантом Шропшира с 1775 по 1798 год и с 1804 по 1839 год и лордом-лейтенантом Монтгомеришира с 1804 по 1830 год. Он был регистратором районов Шрусбери в 1775 году и Ладлоу в 1801 году.
Он был полковником ополчения Шропшира в 1775 году и ополчения Южного Шропшира в 1809 году. Вместе с другими полковниками милиции ему было присвоено звание полковника британской армии в 1794 году.

## Семья
7 мая 1784 года в Лондоне Эдвард Клайв женился на леди Генриетте Герберт (3 сентября 1758 — 3 июня 1830), единственной дочери Генри Герберта, 1-го графа Поуиса (1703—1772), и Барбары Герберт (1735—1786). Их детьми были:
- Леди Генриетта Антония Герберт (? — 22 декабря 1835), в 1817 году вышла замуж за сэра Уоткина Уильямса-Винна, 5-го баронета[англ.] (1772—1840)
- Эдвард Герберт, 2-й граф Поуис (22 марта 1785 — 17 января 1848), старший сын и преемник отца, унаследовавший замок Поуис.
- Леди Шарлотта Флорентия Герберт[англ.] (12 сентября 1787 — 27 июля 1866), вышла замуж за Хью Перси, 3-го герцога Нортумберленда (1785—1847), и была гувернанткой будущей королевы Виктории.
- Достопочтенный Роберт Генри Клайв[англ.] (15 января 1798 — 20 января 1854); политик. Женат на леди Гарриет Виндзор, 13-й баронессе Виндзор[англ.].

Лорд Поуис жил в Уолкот-Холле, поместье, купленном его отцом у семьи Уолкотов в 1764 году.
Леди Поуис умерла 3 июня 1830 года в возрасте 71 года. Лорд Поуис пережил её на девять лет и умер в своем лондонском доме, на Беркли-сквер, 45, 16 мая 1839 года в возрасте 85 лет. Он был похоронен в приходской церкви Бромфилда, недалеко от его собственности в Окли-Парке. Его некролог в Annual Register называет его:
Он отличался физической силой, и хотя он провел несколько лет в Индии и жил свободно, его можно было увидеть, когда ему было около восьмидесяти, копающимся в своем саду в шесть часов утра в рубашке с рукавами. Накануне смерти он, по-видимому, был здоров.